# نادي باكسي
نادي باكسي هو نادي كرة قدم مجري من قرية باكس  يلعب في البطولة الوطنية المجرية،تأسس النادي في 1952.